# Corea del Norte en la Copa Mundial de Fútbol Sub-17 de 2015
La Selección de Corea del Norte será uno de los 24 equipos participantes en la Copa Mundial de Fútbol Sub-17 de 2015, torneo que se llevara a cabo entre el 17 de octubre y el 8 de noviembre de 2015 en Chile.
Se clasificó al mundial luego de coronarse campeón del Campeonato Sub-16 de la AFC de 2014, logrando su segunda corona continental. En la final, derrotó por 2-1 a su vecina del sur, la Selección de fútbol de Corea del Sur.

## Participación

### Grupo E
| Equipo          | Pts | PJ | PG | PE | PP | GF | GC | Dif |
| --------------- | --- | -- | -- | -- | -- | -- | -- | --- |
| Sudáfrica       | 0   | 0  | 0  | 0  | 0  | 0  | 0  | 0   |
| Costa Rica      | 0   | 0  | 0  | 0  | 0  | 0  | 0  | 0   |
| Corea del Norte | 0   | 0  | 0  | 0  | 0  | 0  | 0  | 0   |
| Rusia           | 0   | 0  | 0  | 0  | 0  | 0  | 0  | 0   |

| 19 de octubre de 2015, 20:00 | Corea del Norte | Partido 11 | Rusia | Estadio Ester Roa Rebolledo, Concepción |  |
|                              |                 |            |       | Árbitro(s):                             |  |

| 22 de octubre de 2015, 17:00 | Sudáfrica | Partido 21 | Corea del Norte | Estadio Ester Roa Rebolledo, Concepción |  |
|                              |           |            |                 | Árbitro(s):                             |  |

| 25 de octubre de 2015, 19:00 | Costa Rica | Partido 36 | Corea del Norte | Estadio Chinquihue, Puerto Montt |  |
|                              |            |            |                 | Árbitro(s):                      |  |

- Datos: Q19949836